# Maryan Street

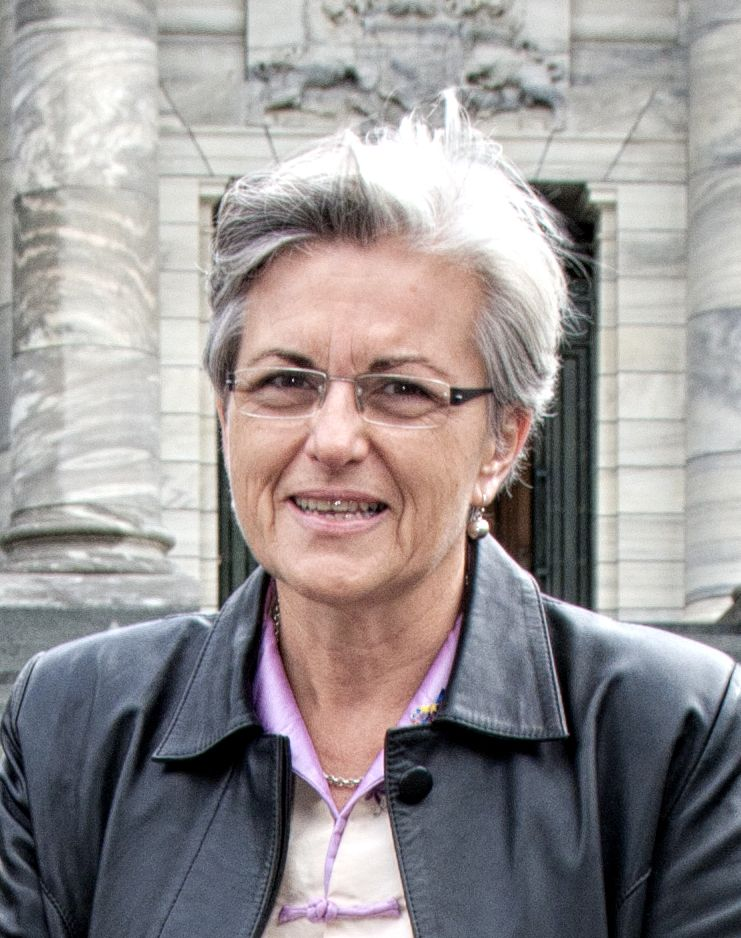
Maryan Street (2012)

Maryan Street (* 5. April 1955 in New Plymouth) ist eine neuseeländische Politikerin der New Zealand Labour Party.

## Leben
Street  wuchs in New Plymouth auf und studierte an der Victoria University of Wellington. 1984 wurde sie Mitglied der New Zealand Labour Party. Vom 17. September 2005 bis 20. September 2014 war Street Abgeordnete. Vom 31. Oktober 2007 bis zum 3. Oktober 2008 war Street als Nachfolgerin von Chris Carter Ministerin für Wohnungsbau und vom 31. Oktober 2007 bis zum 3. Oktober 2008 war sie Ministerin für Unfallversicherungsschutz. Von 1993 bis 1995 war sie als Nachfolgerin von Ruth Dyson Parteivorsitzende der New Zealand Labour Party. Ihr Nachfolger im Parteivorsitz wurde Michael Hirschfeld. Sie ist mit Kathryn Street verheiratet.